# Marina Vondeling
Marina Vondeling (Rotterdam, 14 juli 1986) is een Nederlands politica namens de PVV. Ze is sinds 6 december 2023 lid van de Tweede Kamer der Staten-Generaal.

## Biografie
Vondeling studeerde rechten aan de Erasmus Universiteit in Rotterdam. Vervolgens is Vondeling in 2010 in de afrondende fase van haar studie begonnen als stagiair bij de PVV-fractie. Tussen augustus 2010 en haar Kamerlidmaatschap was Vondeling vervolgens beleidsmedewerker immigratie en asiel van de PVV-Tweede Kamerfractie. Op 1 juli 2025 werd haar amendement om illegaliteit en hulp aan mensen zonder verblijfspapieren strafbaar te stellen per hoofdelijke stemming met 72 om 69 aangenomen. De PVV kreeg steun van de VVD, BBB, SGP, FVD en JA21.